# Canton de Gaillard
Le canton de Gaillard est une circonscription électorale française du département de la Haute-Savoie.

## Histoire
Un nouveau découpage territorial de la Haute-Savoie entre en vigueur à l'occasion des premières élections départementales suivant le décret du 13 février 2014. Les conseillers départementaux sont, à compter de ces élections, élus au scrutin majoritaire binominal mixte. Les électeurs de chaque canton élisent au Conseil départemental, nouvelle appellation du Conseil général, deux membres de sexe différent, qui se présentent en binôme de candidats. Les conseillers départementaux sont élus pour 6 ans au scrutin binominal majoritaire à deux tours, l'accès au second tour nécessitant 12,5 % des inscrits au 1er tour. En outre la totalité des conseillers départementaux est renouvelée. Ce nouveau mode de scrutin nécessite un redécoupage des cantons dont le nombre est divisé par deux avec arrondi à l'unité impaire supérieure si ce nombre n'est pas entier impair, assorti de conditions de seuils minimaux. Dans la Haute-Savoie, le nombre de cantons passe ainsi de 34 à 17.
Le canton de Gaillard est formé de communes des anciens cantons d'Annemasse-Sud (5 communes) et d'Annemasse-Nord (5 communes). Il est entièrement inclus dans l'arrondissement de Saint-Julien-en-Genevois. Le bureau centralisateur est situé à Gaillard.

## Représentation
| Période élective | Période élective | Mandat | Mandat   | Identité                  | Nuance | Nuance | Qualité |
| ---------------- | ---------------- | ------ | -------- | ------------------------- | ------ | ------ | --- |
| 2015             | 2021             | 2015   | 2021     | Bernard Boccard           |        | LR     | Chef d'entreprise Maire de Cranves-Sales 10ème vice-président Administration Générale, Ressources Humaines |
| 2015             | 2021             | 2015   | 2021     | Marie-Claire Teppe-Roguet |        | LR     | Responsable RH Première adjointe au maire de Bonne                                                         |
| 2021             | 2028             | 2021   | en cours | Bernard Boccard           |        | LR     | Conseiller sortant                                                                                         |
| 2021             | 2028             | 2021   | en cours | Marie-Claire Teppe-Roguet |        | LR     | Conseillère sortante                                                                                       |

### Résultats détaillés

#### Élections de mars 2015
À l'issue du 1er tour des élections départementales de 2015, deux binômes sont en ballottage : Bernard Boccard et Marie-Claire Teppe-Roguet (UMP, 41,66 %) et Marie-Claire Brulé et Olivier De Sainte Mareville (FN, 31,19 %). Le taux de participation est de 39,21 % (9 503 votants sur 24 234 inscrits) contre 45,4 % au niveau départemental et 50,17 % au niveau national.
Au second tour, Bernard Boccard et Marie-Claire Teppe-Roguet (UMP) sont élus avec 67,64 % des suffrages exprimés et un taux de participation de 39,32 % (5 936 voix pour 9 530 votants et 24 234 inscrits).

#### Élections de juin 2021
Le premier tour des élections départementales de 2021 est marqué par un très faible taux de participation (33,26 % au niveau national). Dans le canton de Gaillard, ce taux de participation est de 25,63 % (5 991 votants sur 23 372 inscrits) contre 28,81 % au niveau départemental. À l'issue de ce premier tour, deux binômes sont en ballottage : Bernard Boccard et Marie-Claire Teppe-Roguet (DVD, 58,9 %) et Anne Favrelle et Guy Magliocco (Union à gauche, 20,78 %).
Le second tour des élections est marqué une nouvelle fois par une abstention massive équivalente au premier tour. Les taux de participation sont de 34,36 % au niveau national, 29,17 % dans le département et 25,57 % dans le canton de Gaillard. Bernard Boccard et Marie-Claire Teppe-Roguet (DVD) sont élus avec 75,31 % des suffrages exprimés (4 231 voix pour 5 979 votants et 23 383 inscrits),,.

## Composition
Le canton de Gaillard comprend dix communes entières.
| Nom                              | Code Insee | Intercommunalité                         | Superficie (km2) | Population (dernière pop. légale) | Densité (hab./km2) | Modifier                                    |
| -------------------------------- | ---------- | ---------------------------------------- | ---------------- | --------------------------------- | ------------------ | ------------------------------------------- |
| Gaillard (bureau centralisateur) | 74133      | CA Annemasse - Les Voirons Agglomération | 4,02             | 11 054 (2022)                     | 2 750              | modifier les données · modifier les données |
| Arthaz-Pont-Notre-Dame           | 74021      | CC Arve et Salève                        | 5,96             | 1 670 (2022)                      | 280                | modifier les données · modifier les données |
| Bonne                            | 74040      | CA Annemasse - Les Voirons Agglomération | 8,58             | 3 268 (2022)                      | 381                | modifier les données · modifier les données |
| Cranves-Sales                    | 74094      | CA Annemasse - Les Voirons Agglomération | 13,61            | 7 476 (2022)                      | 549                | modifier les données · modifier les données |
| Étrembières                      | 74118      | CA Annemasse - Les Voirons Agglomération | 5,43             | 2 624 (2022)                      | 483                | modifier les données · modifier les données |
| Juvigny                          | 74145      | CA Annemasse - Les Voirons Agglomération | 2,71             | 634 (2022)                        | 234                | modifier les données · modifier les données |
| Lucinges                         | 74153      | CA Annemasse - Les Voirons Agglomération | 7,69             | 1 709 (2022)                      | 222                | modifier les données · modifier les données |
| Machilly                         | 74158      | CA Annemasse - Les Voirons Agglomération | 5,76             | 1 139 (2022)                      | 198                | modifier les données · modifier les données |
| Saint-Cergues                    | 74229      | CA Annemasse - Les Voirons Agglomération | 12,55            | 3 779 (2022)                      | 301                | modifier les données · modifier les données |
| Vétraz-Monthoux                  | 74298      | CA Annemasse - Les Voirons Agglomération | 7,11             | 10 412 (2022)                     | 1 464              | modifier les données · modifier les données |
| Canton de Gaillard               | 7409       |                                          | 73,42            | 43 765 (2022)                     | 596                | modifier les données                        |

## Démographie
En 2022, le canton comptait 43 765 habitants, en évolution de +7,64 % par rapport à 2016 (Haute-Savoie : +6,01 %, France hors Mayotte : +2,11 %).
| 2013   | 2018   | 2022   |
| ------ | ------ | ------ |
| 39 102 | 40 541 | 43 765 |